# Spirala lui Fermat
Spirala lui Fermat (cunoscută și ca spirala parabolică) este descrisă de următoarea ecuație în coordonate polare:
{\displaystyle r\ =\ \theta ^{1/2}}
Aceasta este o formă particulară de spirală Arhimedică.